# Karl Selter

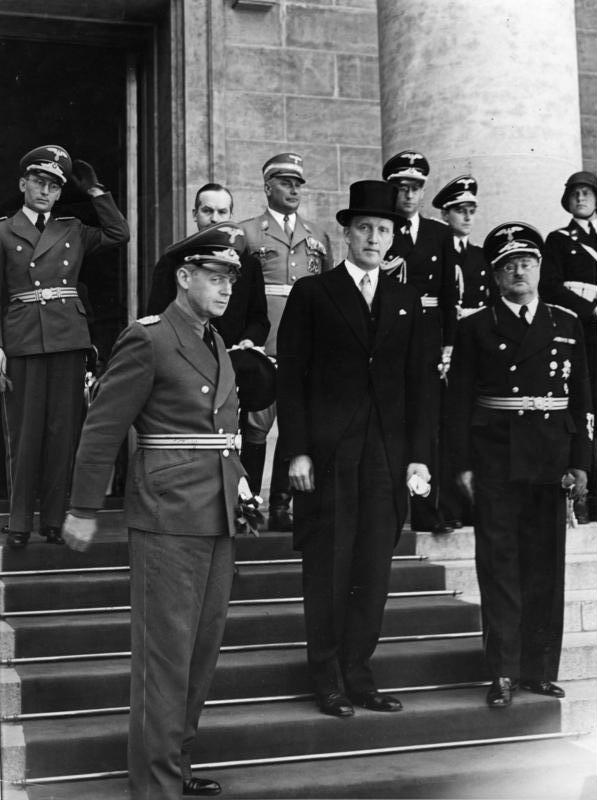
Vor der Neuen Reichskanzlei, erste Reihe v. l. n. r. Außenminister Joachim von Ribbentrop, Außenminister Karl Selter und der Chef der Präsidialkanzlei Otto Meissner (7. Juni 1939)

Karl Selter (* 12. Junijul. / 24. Juni 1898greg. Hof Pääro, Dorf Puhmu, Gouvernement Estland, heute Landgemeinde Koeru, Kreis Järva, Estland; † 31. Januar 1958 in Genf, Schweiz) war ein estnischer Jurist, Diplomat und Politiker. Er war 1938/39 Außenminister der Republik Estland.

## Jugend
Karl Selter wurde als Sohn der Landwirte Joosep Selter (1871–1940) und Julie Rosenberg geboren. Er stammte aus relativ wohlhabenden Verhältnissen. Er besuchte ein privates Progymnasium in Tallinn und anschließend eine Realschule in der estnischen Hauptstadt.
Selter nahm sowohl am Ersten Weltkrieg als auch am estnischen Freiheitskrieg gegen Sowjetrussland (1918–1920) teil, wo er verwundet wurde. Von 1919 bis 1921 war er Gasthörer an der Medizinischen Fakultät der Universität Tartu. Kriegsbedingt konnte er erst 1921 sein Abitur am Tallinner Abendgymnasium ablegen. Karl Selter studierte dann von 1921 bis 1925 Rechtswissenschaft in Tartu.

## Verwaltung
Von 1919 bis 1921 arbeitete er als Sekretär des estnischen Militärstabes. Von 1923 bis 1927 war er Referent im estnischen Kriegsministerium, anschließend im estnischen Gerichtsministerium. 1932 ließ er sich als Anwalt (vandeakvokaat) in Tallinn nieder. Selter war daneben Leiter der juristischen Abteilung der Tallinner Stadtverwaltung und Rechtsberater der estnischen Handels- und Industriekammer. Ab 1936 gehörte er dem Estnischen Olympiakomitee an.

## Politik
1933 begann Selters politische Karriere. Er war von Oktober 1933 bis Mai 1938 estnischer Wirtschaftsminister im Kabinett des autoritär regierenden Staats- und Regierungschefs Konstantin Päts. Selter gehörte 1937 der Verfassungsgebenden Versammlung (Rahvuskogu) und anschließend bis November 1939 dem Parlament (Riigivolikogu) an.
Von Mai 1938 bis Oktober 1939 war Selter im Kabinett von Ministerpräsident Kaarel Eenpalu estnischer Außenminister. In Selters Amtszeit fällt zeitlich die Annäherung zwischen Adolf Hitler und Josef Stalin, die im „Hitler-Stalin-Pakt“ zur Aufteilung Osteuropas zwischen beiden Diktatoren führte. Am 28. September 1939 musste Selter auf ultimativen Druck Stalins in Moskau einen gegenseitigen Beistandspakt mit der Sowjetunion unterzeichnen, der der Roten Armee Militärstützpunkte in Estland zur Verfügung stellte und den Beginn der Einverleibung Estlands in den stalinistischen Machtbereich bedeutete.
Im November 1939, kurz vor der Besetzung Estlands durch die Sowjetunion, wurde Selter estnischer Vertreter beim Völkerbund in Genf. Gleichzeitig war er estnischer Gesandter beim Heiligen Stuhl und ab Mai 1940 in der Schweiz.
Nach der sowjetischen Besetzung Estlands im Sommer 1940 blieb Selter zunächst im Exil in der Schweiz. Von 1945 bis 1953 war Selter Chefredakteur der estnischen Exilzeitung Eesti Post, die in Geislingen an der Steige herausgegeben wurde. Nach dem Zweiten Weltkrieg war Selter ab 1952 Verbindungsmann der estnischen Exilregierung zur Bundesrepublik Deutschland.
Karl Selter starb 1958 in Genf. Er liegt auf dem Cimitière de Saint-Georges begraben.

## Privatleben
Selter heiratete 1926 die Kapitänstochter Melanie (Milla) Peks (1896–1970). Das Paar hatte einen Sohn, Kaarl Peeter Selter (1936–1990).